# ジョアシャン・デュ・ベレー

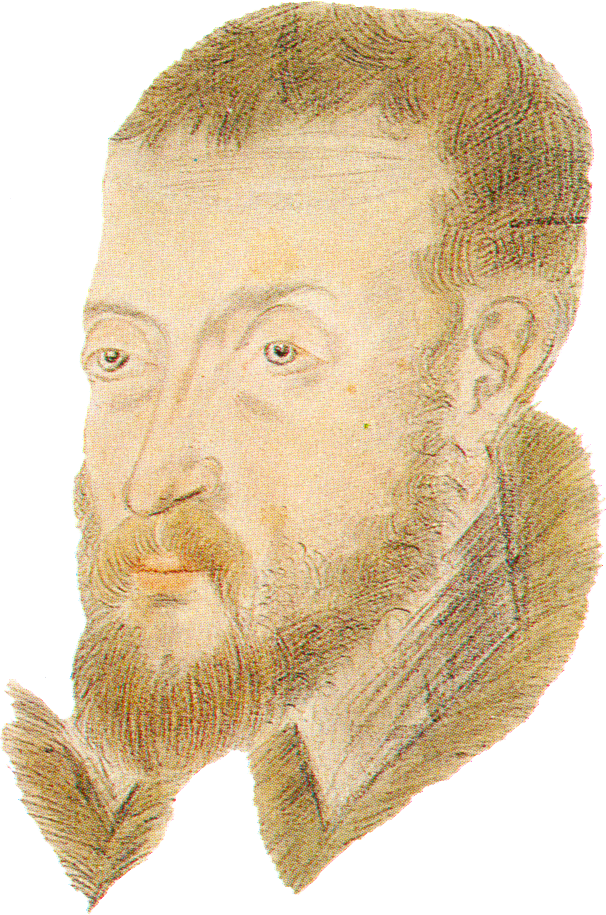
ジョアシャン・デュ・ベレー

ジョアシャン・デュ・ベレー（Joachim du Bellay, 1522年頃　-　1560年1月1日）は、16世紀フランスの詩人。ピエール・ド・ロンサールとともにプレイヤード派の礎を形成した。

## 生涯
デュ・ベレーは1522年頃にアンジュー地方リレのチュルムリエール城で生まれた。当時はフランス・ルネサンスの頃であり、時の国王はフランソワ1世であった。
枢機卿、外交官、総督などを輩出した古い貴族の出身だったジョアシャンは、10歳にもならない時点で両親を亡くし、兄ルネ・デュ・ベレーを後見とした。ジョアシャンは、父の邸宅であったチュルムリエール城で独りきりという不遇な少年時代を過ごした。そして、彼は森の寂寥の中で黙考したり、ロワール川のほとりで夢想したりすることに慣れている儚げな青年になった。
Kléber Haedens司教が『フランス文学史』で述べるように、ある夏の日が彼の人生にとって決定的なものとなった。ロワール川沿いの旅籠でピエール・ド・ロンサールと出会ったのである。ロンサールは繊細にして優雅で、寛いで語った。二人はともに20代で、彼らには共通の親族や友人がいた。ともに軍務に就くことを夢見たが、早期の難聴が原因で望みを断たれたという。別の説では、彼らの出会いは1547年にポワティエ大学の学生の時だった。
ロンサールは詩を書いていて、大詩人になることを望んでいた。彼はジョアシャンに「パリのコレージュ・ド・コクレに入って、古代の書き手たちについて学ぶ」と打ち明けた。ジョアシャンは自身も作詩をしていることを打ち明け、それを聞いたロンサールはジョアシャンに一緒にパリに来るよう説得した。
彼らは、コレージュ・ド・コクレで優れたギリシャ学者ジャン・ドラの指導を受けた。ドラは彼らに古代の書き手たちやイタリアの詩人たちを教育した。ドラの教えを学びながら、ロンサールとジョアシャンは友人達で新たな詩の規律を定義しようとする詩人のグループを作った。この詩人グループは1549年に「ブリガード」と名付けられ、1553年にはプレイヤード派として成立する。
ジョアシャンは聖職者となることを選び、ノートルダム・ド・パリの参事会員となった。彼の詩は王宮への道を開き、そこで彼は「フランスのオウィディウス」の異名を得るに至った。1549年、ブリガードのグループは、ジョアシャンを文責とする宣言書を出版することに決めた。これが『フランス語の擁護と顕揚』である。ジョアシャンは、グループの理想、つまりはラテン語の支配に対してフランス語を守ること、新たなジャンルを耕すこと、語彙を豊かにすること等に触発されたその宣言書に署名をした。
力強いが少々高ぶっている息吹に活気づけられたこの書は、フランス語詩の創出の証書たらんとした。勇敢なる冒険、それは彼が知識・才能・皮肉とともに導いたものである。そして、ジョアシャンは50篇ほどのソネットを集めた『オリーブ』を出版した。このペトラルカ風のソネット集は恋愛のソネットをフランス語で集めたものであり、初の詩集では大成功をおさめた。
ジョアシャンは健康上の問題があるのにも関わらず、1553年から1557年までローマのジャン・デュ・ベレー枢機卿の秘書を務めた。ジャン・デュ・ベレーは、ジョアシャンの父の従兄弟にして有名な外交官であった。
ジョアシャンはローマに憧れを持っていたので、このローマ滞在を喜んだが、古代の神話的な都は、今や廃墟となり、放蕩や豪奢の町にしか過ぎないことを思い知ることとなった。より美しい時代に憧れていたジョアシャンは、このローマ滞在への嫌悪と後悔の念に打ちひしがれた。4年間のローマ滞在を終えたジョアシャンは、1558年にパリに帰還すると、『ローマの古跡』、『様々な田舎風遊戯』、アレクサンドランの191篇のソネットを集めた『哀惜詩集』を刊行した。これらの作品は当時よく市民に知られる作品集となった。
しかし、病弱であったジョアシャンは、ローマ滞在の疲労もあって健康状態が悪化、1560年1月1日に書斎の机で急逝した。彼はノートルダム・ド・パリに葬られたが、遺骸は失われた。

## 棺の発見
2019年4月15日、ノートルダム大聖堂は火災で焼け落ちるに至った。その修繕作業中の2022年に、教会の床下に棺が2つ発見された。同年の12月に棺の1つは18世紀を生きた司祭のアントワーヌ・ド・ラ・ポルトと判明したが、もう1つの棺が誰なのか判明しなかった。
遺骸の検視の結果は、1900年代初頭までフランス西部、ドゥー＝セーヴル地方を中心に伝えられていた人工頭蓋骨変形の風習を受けて、頭部が長頭化していた。そして14世紀〜18世紀頃の人物と見られ、男性で30代前後で死亡したと推定された。日常的に剣や槍を使用していた形跡や、乗馬に長けた人物であったと推測される形跡があり、その最期は結核から来る慢性髄膜炎で、その影響で全ての歯が抜け落ちるという壮絶な状態であった。また、頭蓋骨と胸部を切開した形跡があり、防腐処理も施されていた。
そしてより詳細な分析調査の結果、2024年にこの遺骸がジョアシャンのものであると結論付けられた。伯父であるジャン・デュ・ベレーの墓がノートルダム大聖堂にあったことも決め手の1つとなった。

## 作品

### 詩
- ル・マン市にて（1547年）
- オリーブ（1549年）
- 叙情詩（1549年）
- アンリ2世の妹君マルグリット妃に捧げるフランス語詩集（1549年）
- マルグリット・ド・ヴァロワの墓標（1551年）
- ローマの古跡（Les Antiquites de Rome）（1558年）
- 哀惜詩集（Les Regrets）（1558年）
- ラテン語詩集（1558年）
- 廷臣たる詩人（1559年）
- 詩に関する言説（1560年）
- ナバラ女王へのソネット（1561年）

### 論説
- フランス語の擁護と顕揚（1549年）